# 松木秀
松木 秀（まつき しゅう、1972年1月14日 - ）は、歌人、川柳作家。北海道登別市出身・在住。
北海道室蘭栄高等学校、札幌学院大学法学部卒業。1996年に川柳、1997年に短歌をはじめる。1998年に歌誌「短歌人」および川柳誌「川柳さっぽろ」に入会。2001年、「川柳展望」に入会および第46回短歌人新人賞を受賞。2006年、第1歌集『5メートルほどの果てしなさ』で第50回現代歌人協会賞を受賞。2019年、第4歌集『色の濃い川』で第34回北海道新聞短歌賞佳作。川柳の影響を受けたシニカルで風刺的な作風。
第1歌集の『5メートルほどの果てしなさ』は加藤治郎のプロデュースにより設立されたオンデマンド印刷形式の歌集専門レーベル「歌葉」からの出版であり、同レーベルの歌集として初めて現代歌人協会賞を受けた。

## 著書
- 5メートルほどの果てしなさ 歌集 Book Park 2005.7 解題：荻原裕幸 ISBN 4902822156[1]
- RERA 歌集 六花書林 2010.4 ISBN 4903480461
- 親切な郷愁 歌集 いりの舎 2013.4 ISBN 978-4906754151
- 色の濃い川 歌集 青磁社 2019.5 ISBN 978-4-86198-433-4